# Edealina
Edealina is een gemeente in de Braziliaanse deelstaat Goiás. De gemeente telt 3.821 inwoners (schatting 2009).